# Earl Cooper (pilote automobile)
Pour le joueur de football américain, voir Earl Cooper (football américain).
Pour les articles homonymes, voir Cooper.
Earl Cooper, né le 2 décembre 1886 à Broken Bow (Nebraska) et décédé le 22 octobre 1965 à Atwater (Californie), était un pilote automobile américain.

## Biographie

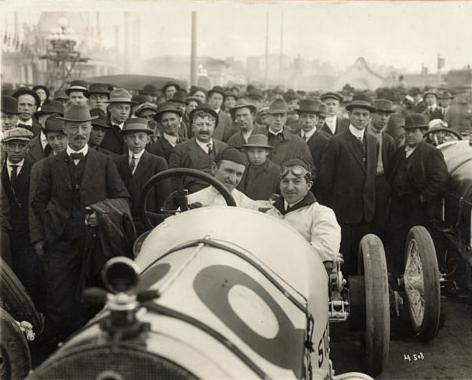
Cooper en 1915, lors du Grand Prix des États-Unis et de la Coupe Vanderbilt durant l'exposition internationale Panama- Pacifique à San Francisco.

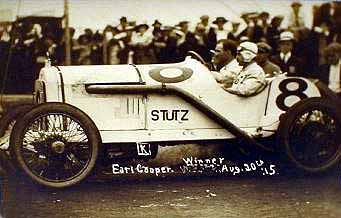
Cooper durant la même saison 1915, aux 300 miles d'Elgin (toujours sur Stutz).

Il commença sa carrière de compétiteur automobile en 1908 à San Francisco avec une voiture d'emprunt : vainqueur de la course, il fut licencié de son métier de mécanicien pour y avoir battu l'un de ses employeurs, et devint immédiatement professionnel à temps plein. Il rejoint l'équipe Stutz en 1915 pour continuer à disputer le championnat AAA (après trois saisons sur Wisconsin), remporté dès l'année suivante grâce à sept victoires dans les huit grandes compétitions de la saison (plus une deuxième place). Bien que blessé pour l'année 1914 et durant les premiers mois de la suivante, il remporta un nouveau championnat en 1915. Démarrant tardivement la saison 1916 pour cause du retrait de son équipe (lui-même 5e), il gagna en 1917 son troisième et dernier titre, à l'issue d'un classement final raccourci pour cause de guerre. Dans la foulée il cessa officiellement la compétition à temps plein pour Stutz, disputant cependant encore -mais désormais sur Miller- cinq courses à l'Indy 500 après guerre sans jamais pouvoir s'y imposer.
Revenant sur sa décision, il gagna également les 200 milles de Fresno en 1921, et cinq courses en 1923 après une première saison complète après guerre en 1922. 
En 1924 à l'Indy, il menait aux 400 miles lorsqu'un pneu éclata. Revenant dans la course après près de 50 kilomètres passés à fond sur la gauche de la piste, il s'apprêtait à passer Joe Boyer pour redevenir le leader, lorsqu'un second pneu explosa le contraigant à terminer dauphin. Pour sa dernière apparition il s'offrit tout de même une pole position.
Il se retira définitivement de toute course en 1928, après avoir terminé troisième du Grand Prix automobile d'Italie 1927, avec Peter Kreis (en) sur Miller.

## Titres
- Premier triple vainqueur de l'American Championship car racing AAA en 1913, 1915 et 1917 (trois titres rétrospectifs, décernés par le AAA Contest Board en 1926-27, ainsi que par l'historien américain du sport automobile Russ Catlin en 1951);
  - vice-champion car racing AAA en 1924;

## Résultats à l'Indy 500
- 1 pole position en 1926 (sur Miller);
- 2e en 1924;
- 2 "top 5";
- 7 participations, entre 1914 et 1926;

## Victoires en championnat AAA
(Participant entre 1911 et 1927, il obtint le nombre important à l'époque de 21 réussites classantes de 1912 à 1926, pour 5 pole positions)
- 1912 : Tacoma race 2;
- 1913 : Tacoma race 1 et 2, Santa Monica, et Corona race 1 et 2;
- 1914 : Tacoma race 2;
- 1915 : San Diego, Elgin race 1, Minneapolis, Phoenix et San Francisco race 3;
- 1917 : Ascot race 1, Chicago race 1, Minneapolis race 1 et Tacoma;
- 1921 : Fresno race 2;
- 1924 : Fresno 150;
- 1925 : Southern Speed Classic (Charlotte race 1);
- 1926 : Independence Day Classic 200 (Rockingham race 2) et Charlotte race 2.

## Grand Prix des États-Unis
- Pole position en 1915.

## Distinction
- Motorsports Hall of Fame of America en 2001.

## Filmographie
- 1913 : Mabel aux courses (The Speed Kings) de Wilfred Lucas (avec également les pilotes Teddy Tetzlaf et Barney Oldfield).

## Source
- (en) Cet article est partiellement ou en totalité issu de l’article de Wikipédia en anglais intitulé « Earl Cooper » (voir la liste des auteurs).